# Élections générales britanniques de décembre 1910
Les élections générales britanniques de décembre 1910 se sont déroulées du 3 au 19 décembre 1910.

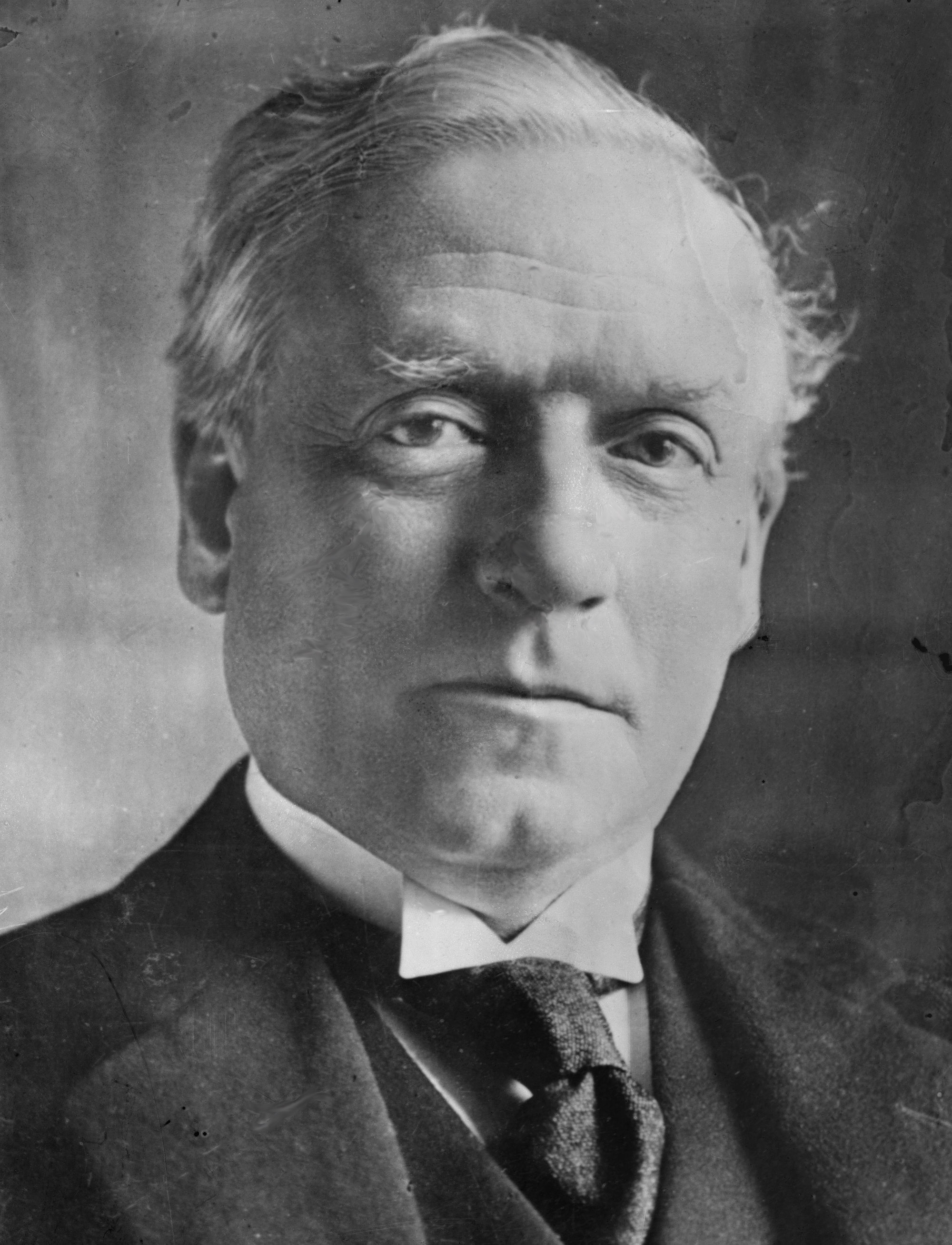
Herbert Henry Asquith (Parti libéral)
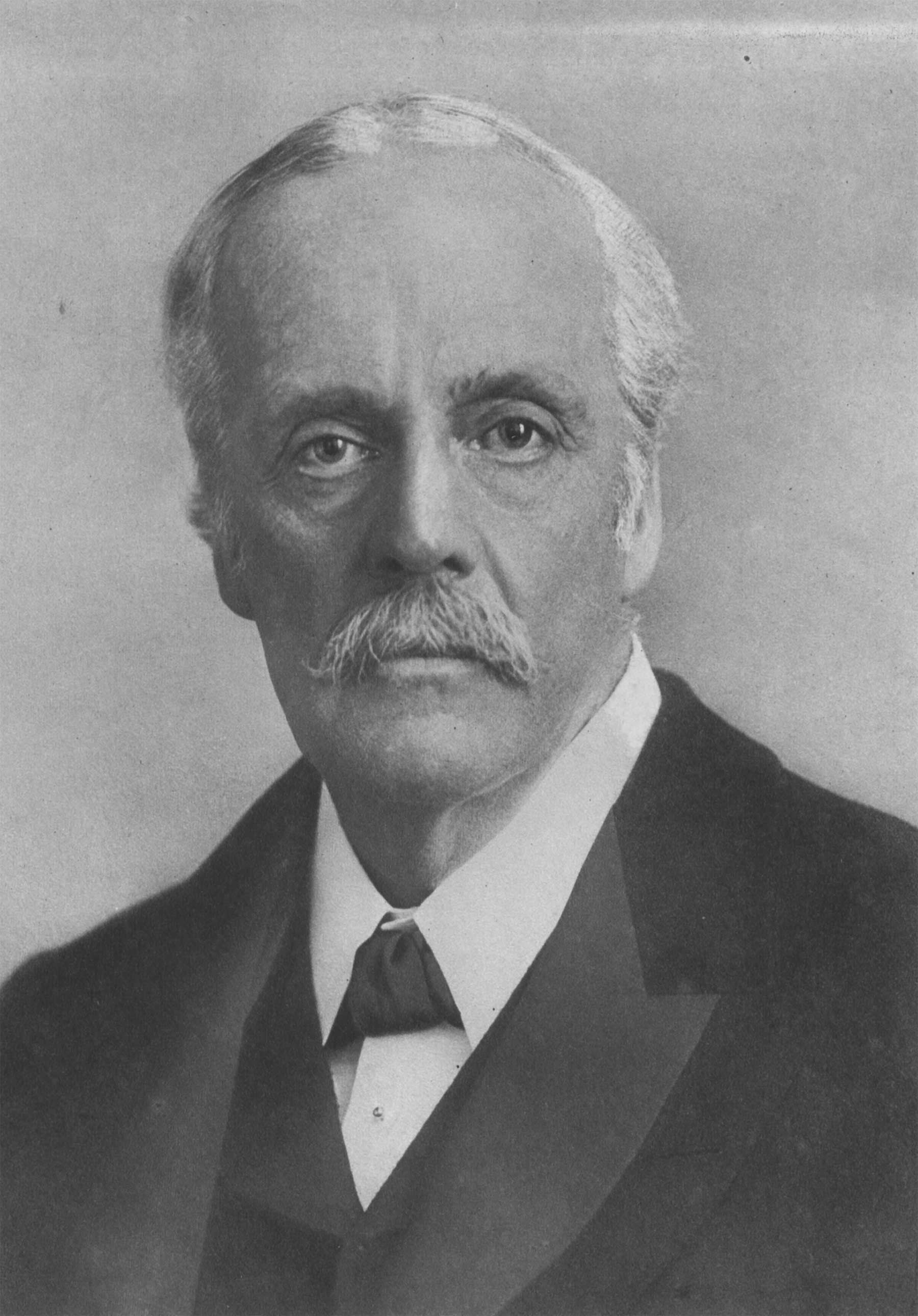
Arthur Balfour (Parti conservateur)
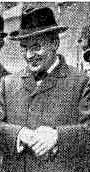
George Nicoll Barnes (Parti travailliste)
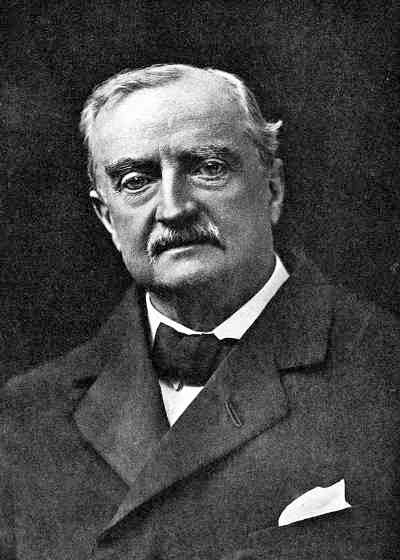
John Redmond (Parti parlementaire irlandais)

## Résultats
| Parti | Parti                                         | Candidats | Candidats | Candidats | Candidats | Votes     | Votes | Votes |
| Parti | Parti                                         | Présentés | Élus      | +/-       | %         | Nombre    | %     | +/-   |
| ----- | --------------------------------------------- | --------- | --------- | --------- | --------- | --------- | ----- | ----- |
|       | Parti conservateur et Parti libéral unioniste | 548       | 271       | -1        | 40,4      | 2 270 753 | 46,6  | -0,3  |
|       | Parti libéral                                 | 467       | 272       | -2        | 40,6      | 2 157 256 | 43,2  | +0,7  |
|       | Parti travailliste                            | 56        | 42        | +2        | 6,3       | 309 963   | 6,3   | -0,6  |
|       | Parti parlementaire irlandais                 | 81        | 74        | +3        | 11,0      | 90 416    | 1,9   | +0,7  |
|       | Ligue pour l'Irlande (en)                     | 21        | 8         | 0         | 1,2       | 30 322    | 0,6   | +0,2  |
|       | Fédération social-démocrate                   | 2         | 0         | 0         | /         | 5 733     | 0,1   | -0,1  |
|       | Conservateurs indépendants                    | 4         | 1         | 0         | 0,1       | 4 647     | 0,1   |       |
|       | Travaillistes indépendants                    | 4         | 0         | 0         | /         | 3 492     | 0,1   |       |
|       | Libéral indépendant                           | 1         | 0         | -1        | /         | 1 946     | 0,0   |       |
|       | Parti écossais pour la prohibition (en)       | 1         | 0         | /         | /         | 913       | 0,0   |       |
|       | Nationalistes indépendants                    | 4         | 2         | -1        | 0,3       | 911       | 0,0   |       |
|       | Indépendants                                  | 2         | 0         | 0         | /         | 57        | 0,0   |       |
| Total | Total                                         | 1 191     | 670       | /         | 100       | 4 876 409 | 100   | /     |